# Albert Alaverdyan
Albert Arami Alaverdyan (en arménien : Ալբերտ Արամի Ալավերդյան ; russe : Альберт Арами Алавердян), surnommé l'Abo de Hrazdan (en arménien : Հրազդանի Աբո) (né le 16 septembre 1963 à Zəylik, en RSS d'Azerbaïdjan, URSS, et décédé le 10 janvier 1994 à Karakhanbeyli, République d'Artsakh ou Azerbaïdjan), est un militaire arménien. Il est le commandant de la compagnie du Bataillon indépendant de Chouchi et une figure militaire de la première guerre du Haut-Karabagh et du Dachnak.

## Biographie

### Jeunesse

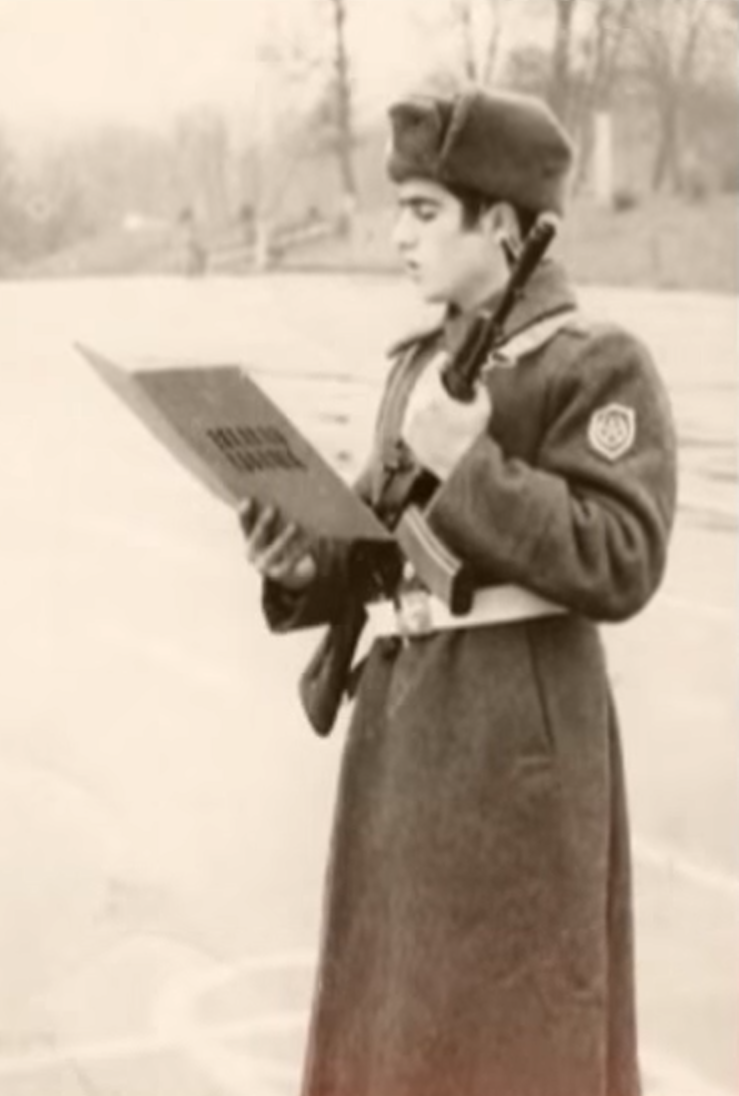
Albert Alaverdyan durant son service militaire en RDA.

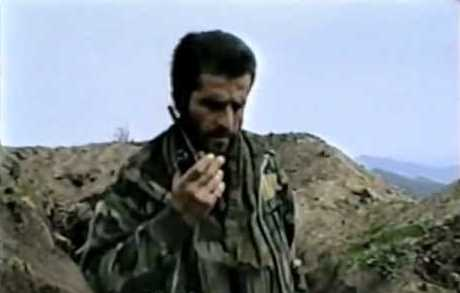
Albert Alaverdyan durant la guerre du Haut-Karabagh.

Albert Alaverdyan est né dans le village de Pip (ou Zəylik, en azéri) en république socialiste soviétique d'Azerbaïdjan, en Union soviétique. À cette époque, le village était grandement peuplé par des Arméniens. En 1965, sa famille déménage à Hrazdan, en république socialiste soviétique d'Arménie, en Union soviétique. Il est diplômé du lycée no 9 de Hrazdan en 1980 et entre à l'Institut polytechnique d'Erevan, dans le département de la faculté mécanique.
Durant son service militaire, de 1981 à 1983, il sert en République démocratique allemande au sein du Groupement des forces armées soviétiques en Allemagne.

### Guerre du Haut-Karabagh

#### Guerre de guérilla et indépendance arménienne
Albert Alaverdyan participe à la phase de guérilla de la guerre du Haut-Karabagh et aux affrontements liés au séparatisme arménien en URSS. Il rejoint, en 1989, l'Armée nationale arménienne, unité militaire indépendantiste, jusqu'à sa dissolution en 1990. Il participe à plusieurs affrontements, en Arménie, dans les villes de Noyemberian et de Vardenis, ainsi que dans le village de Eraskh.
Par la suite, il rejoint la Fédération révolutionnaire arménienne (FRA-Dachnak), influent parti politique socialiste, nationaliste et pan-arménien, et plus précisément, le détachement de volontaires du parti, la branche armée de la FRA. Il accède à un poste élevé, en effet, en 1991, il prend le commandement de la compagnie du Bataillon indépendant de Chouchi, une unité de l'Armée de défense de la République d'Artsakh. Abo participe, en 1991, à plusieurs batailles défensives dans la région de Goranboy, à la suite de l'Opération Anneau (en russe : Операция «Кольцо»), une opération militaire de maintien de l'ordre menée par les forces armées soviétiques et des unités OMON de la RSS d'Azerbaïdjan, contre les groupes armés arméniens.

#### Première guerre du Haut-Karabagh
Après l'indépendance de l'Arménie et la chute de l'Union soviétique, la guerre du Haut-Karabagh devient moins asymétrique et plus conventionnelle. Albert combat aux batailles pour les villages de Karin Tak et de Parukh, ainsi qu'à la prise de la ville de Khodjaly et du village de Malibeyli. Cependant, son fait d'arme le plus célèbre est la victoire arménienne à la Bataille de Chouchi en 1992, dans laquelle il parvient à acquérir une certaine renommée, le reléguant au rang de héros de guerre.
Albert Alaverdyan décède le 10 janvier 1994 à Karakhanbeyli, sur la ligne de front de Shukurbeyli-Karakhanbeyli lors d'une tentative de percée azerbaïdjanaise. Il succombe dans un hôpital militaire à la suite de l'amputation de ses jambes après une blessure grave.

## Décorations
Albert Alaverdyan est décoré, à titre posthume, de l'ordre de la Croix de bataille de la République d'Artsakh et de la médaille pour la libération de Chouchi.

## Postérité

### Documentaire
La chaîne de télévision Arménie 1 consacre un documentaire sur Albert Alaverdyan intitulé : Les Dévots - Albert Alaverdyan (en arménien : Նվիրյալները - Ալբերտ Ալավերդյան). Le documentaire s'inscrit dans le cadre d'une série sur les combattants arméniens et fait de Abo un héros de la « libération de l'Artsakh ».

### Musique
Une musique a été composée et écrite en son hommage par Murad Msheci, compositeur et chanteur arménien.